# コロンバス (ISS)

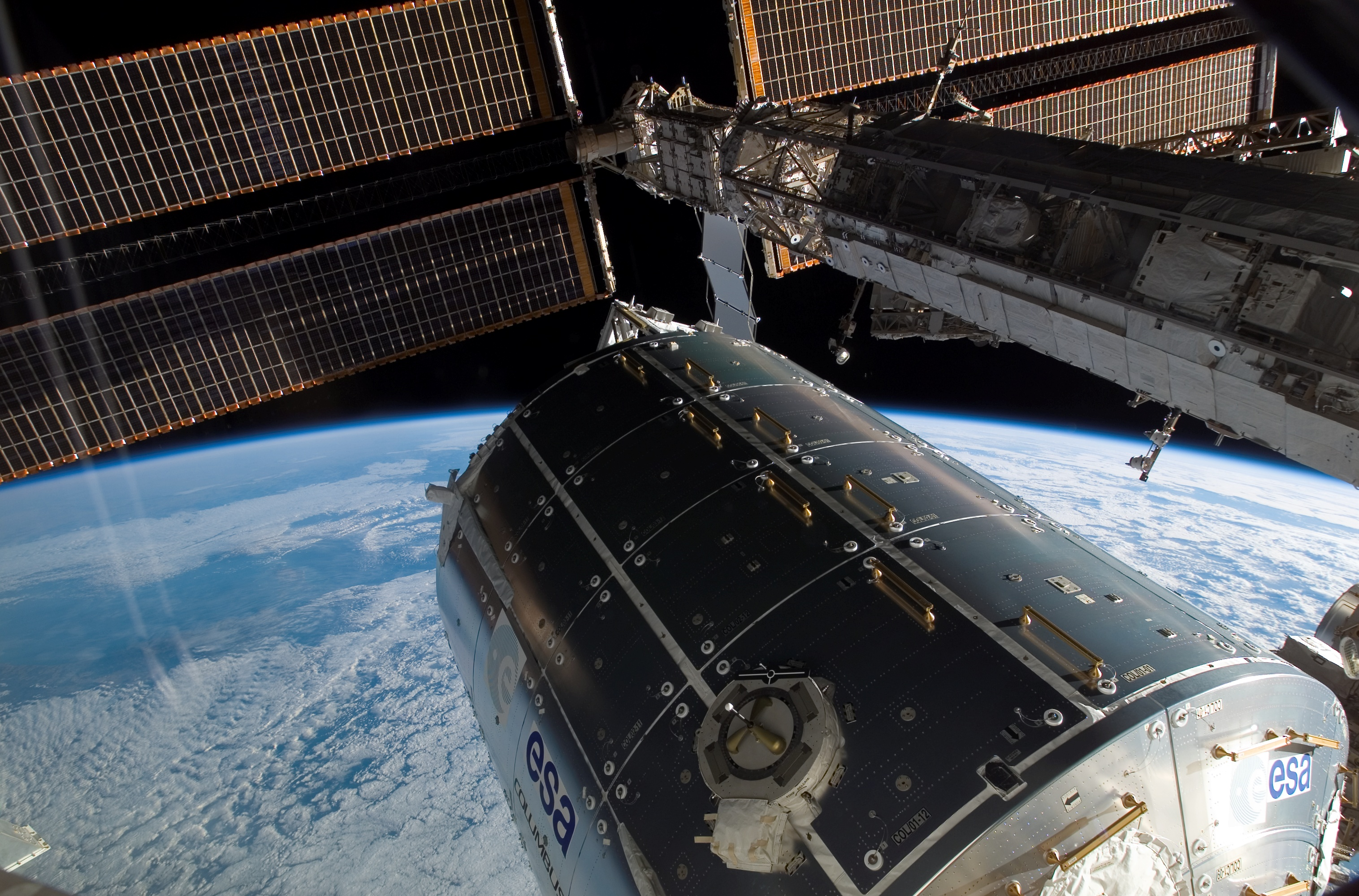
国際宇宙ステーションに設置されたコロンバス

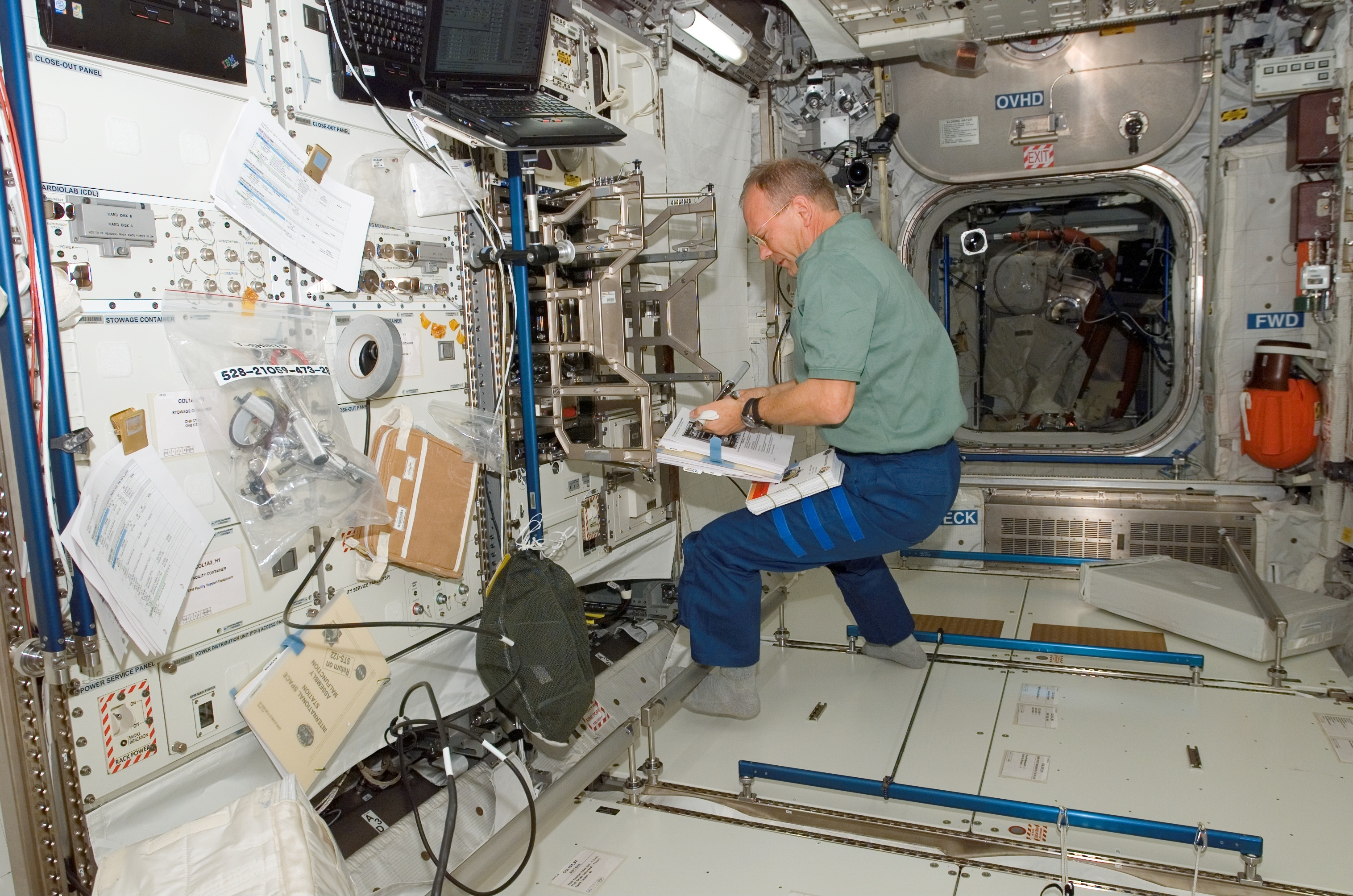
コロンバスで作業するハンス・シュリーゲル

コロンバスは、国際宇宙ステーション(ISS)の科学実験施設のひとつで、ISSにおける欧州宇宙機関(ESA)の最大の参加要素である。
ハーモニーと同じく、コロンバスの構造体と熱制御システムは、イタリアのアルカテル・アレニア・スペースで製造された。ソフトウェアを含む機能アーキテクチャはドイツのEADS社で設計され、組立も行われた。エアバス ベルーガでアメリカ合衆国フロリダ州ケネディ宇宙センターへ輸送され、2008年2月7日にスペースシャトル・アトランティスのSTS-122で打ち上げられた。コロンバスは10年間運用できるよう設計されている。管制を行うコロンバス管制センターは、ドイツのミュンヘンに近いドイツ航空宇宙センター(DLR)ドイツ宇宙運用センターの中にある。
ESAは、コロンバスの製造、飛行に必要な実験、運用に必要な地上管制設備などに140億ユーロを支出した。

## 概要
この実験施設は2つの端面を有する円筒形のモジュールで、外寸は直径4.477m、突出している外部実験設置施設(External Payload Facility:EPF)を除く全長は6.871mである。この形状は多目的補給モジュール(MLPM)とよく似ており、いずれもスペースシャトルオービタの貨物室に合うように設計されている。右舷側の端面には、映像機器や音声端末、警告警報装置などが設置されており、左舷側の端面には共通結合機構が設置されている。

## 製造
ESAはコロンバス製造の主契約社にEADSアストリアム・スペーストランスポーテーションを選んだ。コロンバスの飛行構造物、微小隕石防御システム、能動的受動的熱制御システム、環境制御システム、電線、関連地上支援システムはイタリアのトリノにあるアルカテル・アレニア・スペース社で設計・適合され、認定された。原則として（明確には下記の歴史を参照）関連するハードウェアは事前に組み立てられ、2001年9月にブレーメンに送られた。研究室はドイツのブレーメンにあるEADSアストリアム・スペーストランスポーテーションの工場で完全に組み立てられ、システムのレベルに適合された。

## 打ち上げ、設置、外部装置の取り付け

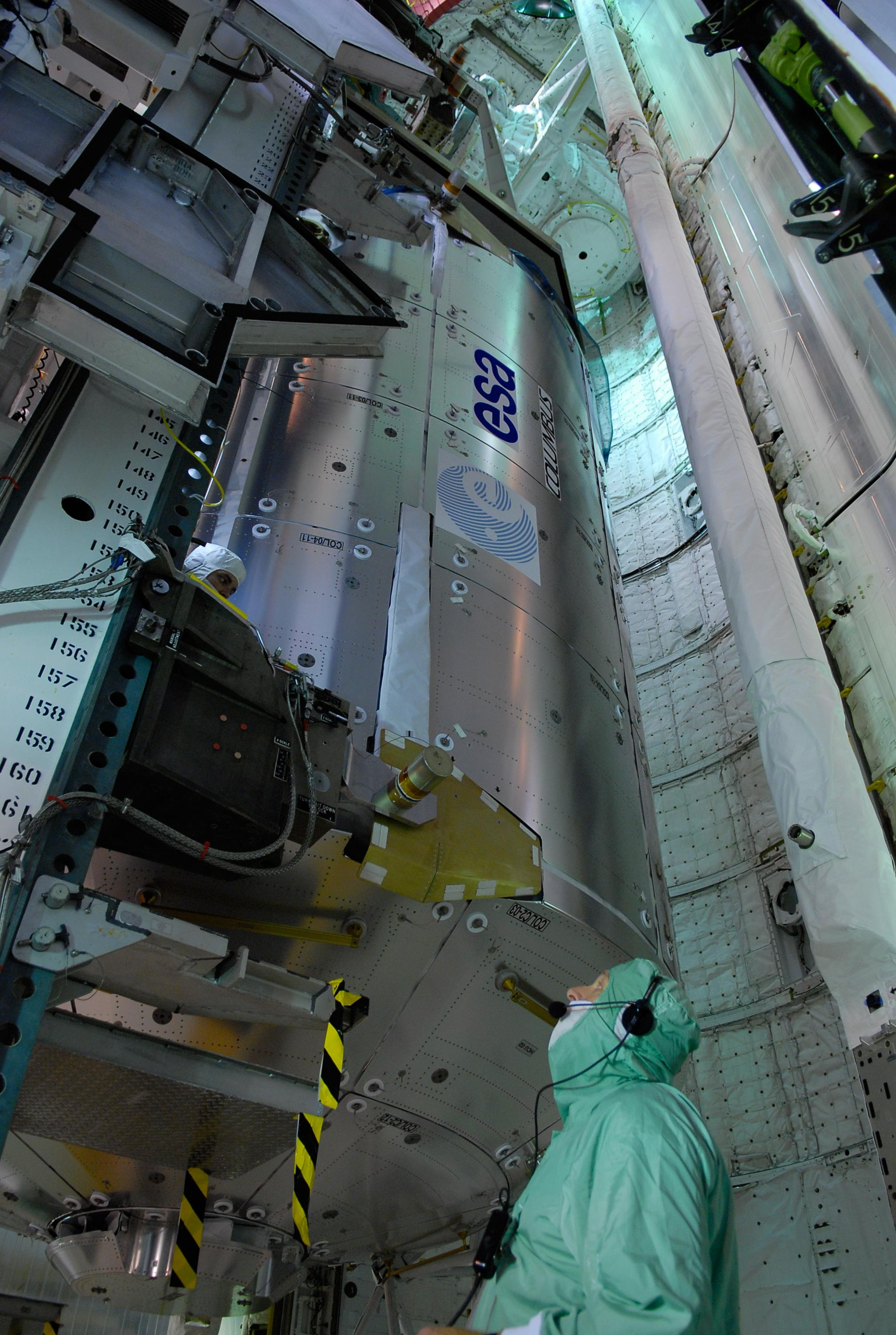
アトランティスの貨物室で打ち上げ準備中のコロンバス

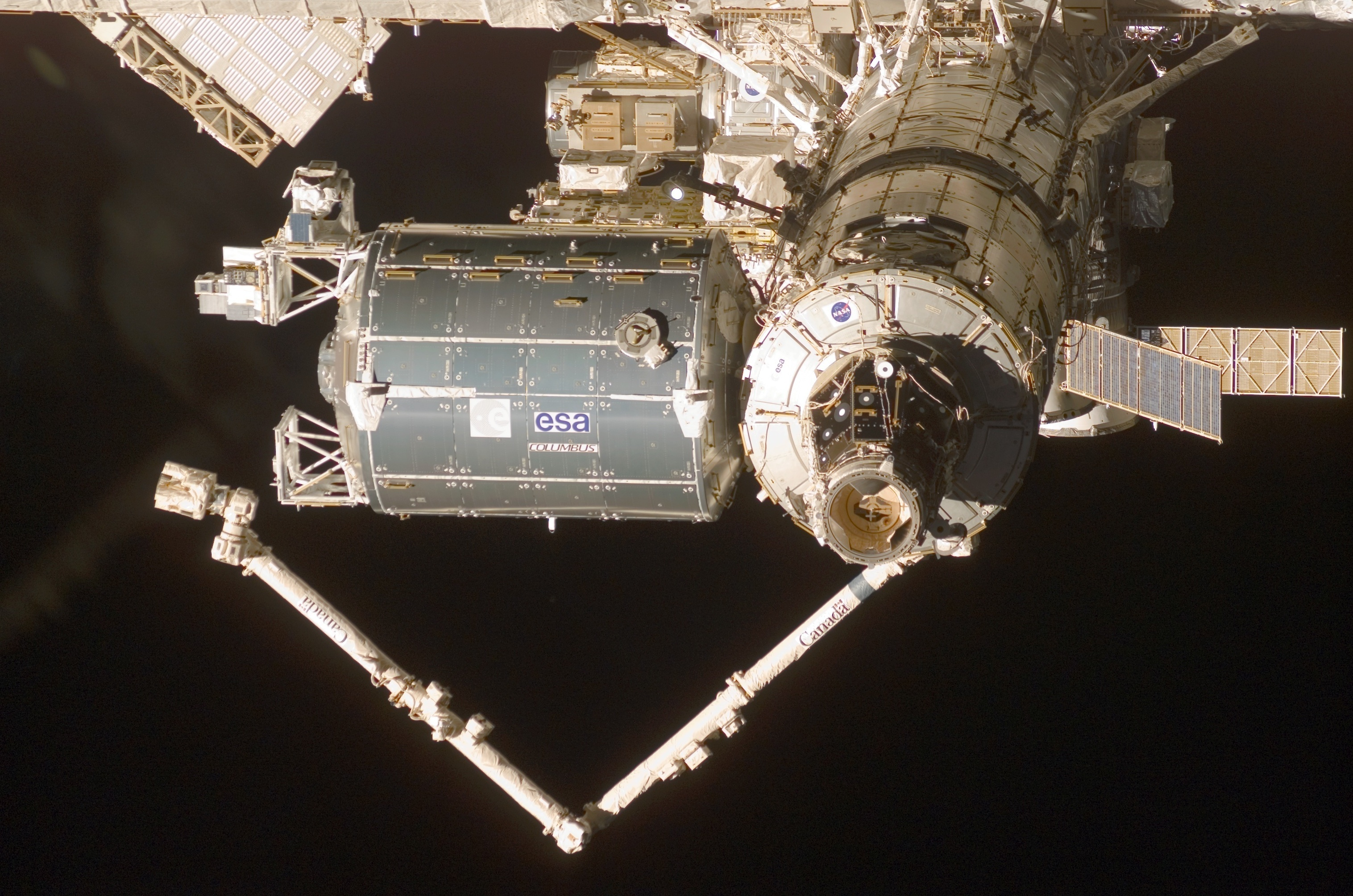
ハーモニーの右舷側に取り付けられたコロンバス

2007年11月、コロンバスはケネディ宇宙センターの宇宙ステーション整備棟から搬出され、ISS組立飛行「1E」、フライトナンバーSTS-122に向けてスペースシャトルアトランティスの貨物室に入れられた。
2007年12月6日、スペースシャトルの外部燃料タンクに液体水素と液体酸素を注入したところ、4つある燃料枯渇センサーのうち2つに異常が発生した。このため打ち上げはまず24時間、次に72時間延期されて12月9日になったが、燃料の再注入で再びセンサーに異常が発生したため、この打ち上げ日も延期になった。
スペースシャトル外部燃料タンクに取り付けられた、燃料枯渇センサーの外部コネクターを交換するため、打ち上げは2ヶ月延期された。最終的には2008年2月7日の14:45（米国東部時間）、3回目で打ち上げに成功した。
国際宇宙ステーションに到着すると、2008年2月11日にカナダアーム2がコロンバスをシャトルの貨物室から取り出し、ハーモニー右舷の共通結合機に構取り付けられた。

## 研究活動と搭載物
実験室には16基の国際標準実験ラックとシステムラックを設置することができ、うち実験装置分は10基である。NASAとの協定でコロンバス実験室の利用の51%がESAに割り当てられている。ESAは5基分のラック稼働場所を、NASAは残り5基分を割り当てられている。4基分はデッキの前側に、4基分は後ろ側に、2基分は天井側にある。床側の3基のラックは、生命維持や冷却のシステムで埋まっている。残る1基の床側ラックと2基の天井側ラックは、保管用ラックである。
加えて、4基の船外ペイロードを右舷端の外側に取り付けることができる。それぞれの船外ペイロードは小さな器具や実験装置を最大230kg格納できるアダプターで取り付けられる。

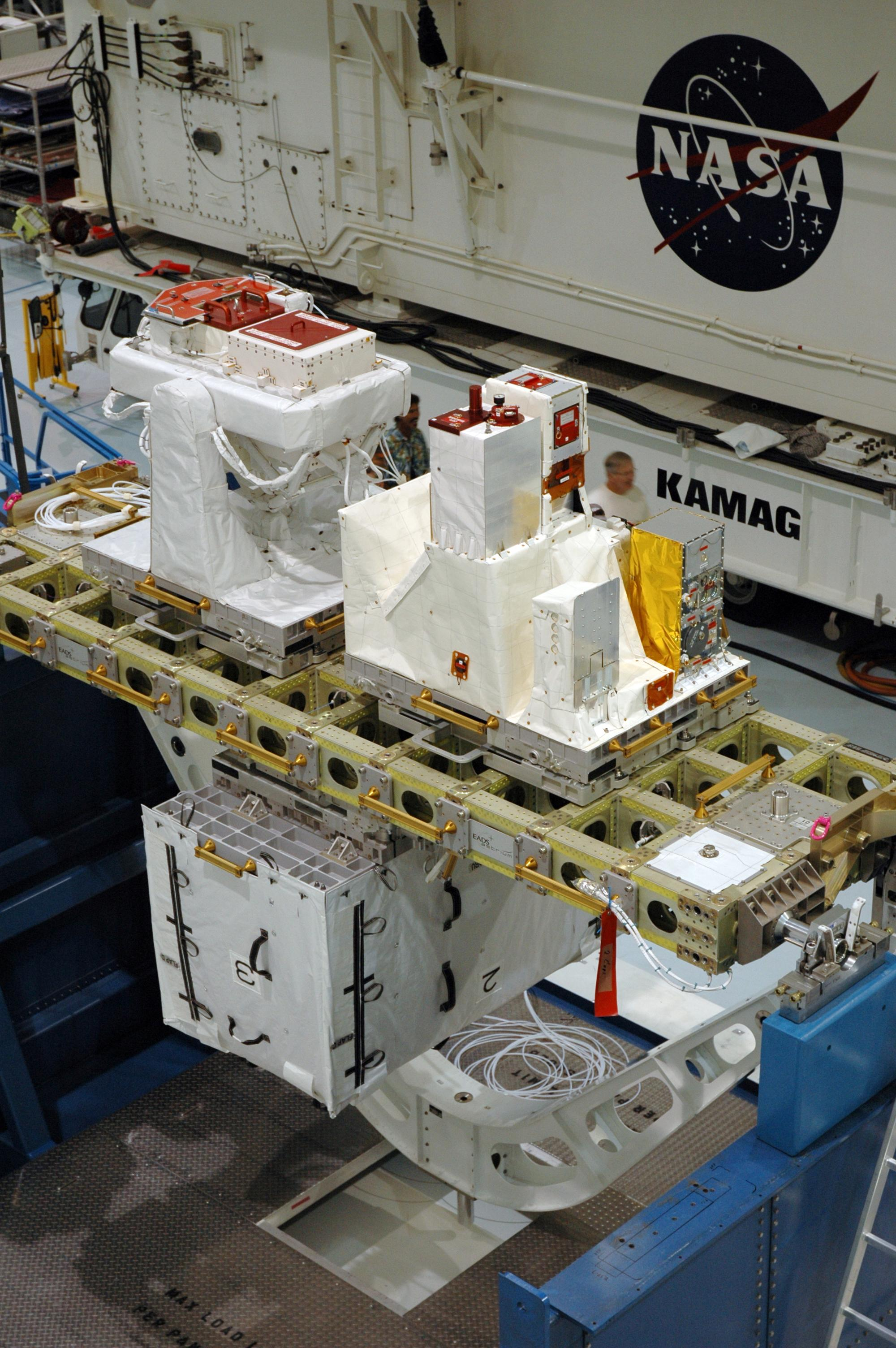
スペースシャトルミッションSTS-122に先立ってICC-Lite（軽量カーゴキャリア）に搭載された外部ペイロード、SOLARとEuTEF

コロンバスに最初から搭載された、ESAの実験ラックは以下の通り。
- 流体科学実験ラック(Fluid Science Laboratory:FSL)
- 欧州生理学実験ラック(European Physiology Modules:EPM)
- 生物学実験ラック(Biolab)
- 欧州引き出しラック(European Drawer Rack:EDR)
- 欧州輸送ラック(European Transport Carrier:ETC)

またSTS-123ミッションで、それまでデスティニーに設置されていた2基のNASAの実験ラックがコロンバスに移設された。
- EXPRESS-3
- 微小重力研究グローブボックス(MicrogravityScience Glovebox: MSG)

最初の3つの外部ペイロードは、STS-122ミッションの船外活動でコロンバスに取り付けられた。
- 欧州技術曝露実験装置(European Technology Exposure Facility:EuTEF) STS-128で回収
- 太陽観測装置(Solar Monitoring Observatory:SOLAR)
- 材料曝露実験装置6(MISSE-6)　＃NASAのペイロード　STS-128で回収

計画中の外部ペイロード
- 宇宙用原子時計アンサンブル(Atomic Clock Ensemble in Space:ACES)

## 歴史

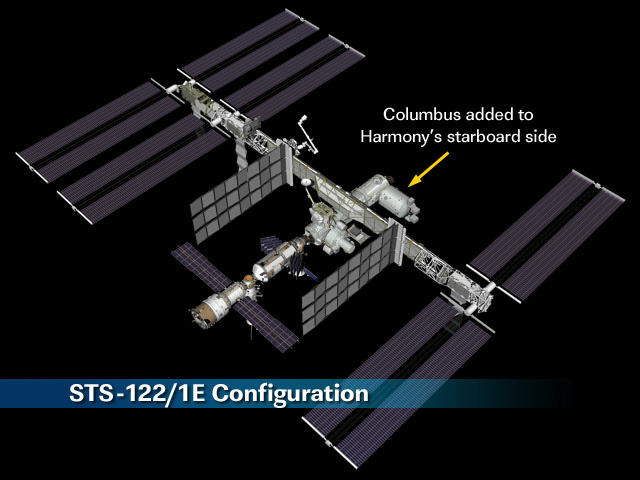
ISSでのコロンバスの設置位置

ESAの理事会が1985年にコロンバス計画を承認して以来、数多くの研究や提案が行われた。
当初、コロンバス計画には3つの飛行形態が含まれていた。「有人フリーフライヤー(MTFF)」要素は、エルメス宇宙船で支援され、定期的に宇宙ステーションへ飛行して整備と改修を受ける。そして「接続型与圧モジュール(APM)」、「極軌道プラットフォーム(PPF)」。
3つの飛行形態と宇宙ステーションの間で、開発費を抑え、運用期間中に共通して使われる予備部品を最適化する検討（例えば、3つの要素や画像・通信装置で共通して使われる、宇宙ステーションと同一のコンピューター）が行われた。
1989年に、主契約社であるMBB-ERNO社が費用対効果の最終的な提案を行うと、費用がESAが考えていたよりはるかに高いことが判明した。
さまざまな予算削減（さらに、CNESが推進していたエルメス計画のキャンセル）の後、コロンバス計画に残っていたのはAPMだけで、コロンバス軌道施設と名付けられた（後に、現在の正式名称である「コロンバス」に改名された）。PPFはフランスの衛星ヘリオスと共通になり、別途契約された。
計画がAPMだけになってしまったので、主要な貢献者であるドイツのMBB-ERNO社とイタリアのタレス・アレニア・スペース社に充分な仕事を与えることができなくなってしまった。原則はシステムエンジニアリングの責任を分離するように直された、副契約者アレニアはコロンバス全体の構成と機械・熱・生命維持システム、HFEとハーネスの設計製作に責任を持ち、EADSはコロンバスの設計、電気配線の設計やソフトウェアを含む電子システムに責任を負う。MBB-ERNO社はドイツエアロスペース、ダイムラー・ベンツ・エアロスペース、ダイムラー・クライスラー・エアロスペースと名前を変え、最終的にはEADSアストリウム・スペーストランスポーテーションになった。システムエンジニアリングの責任と電線の設計を分離し、別々の固定価格契約に分離したことは、費用上の理由が開発と確認の最終段階で支配的になり、効率や意志決定の早さに関して有利でないことが判った。

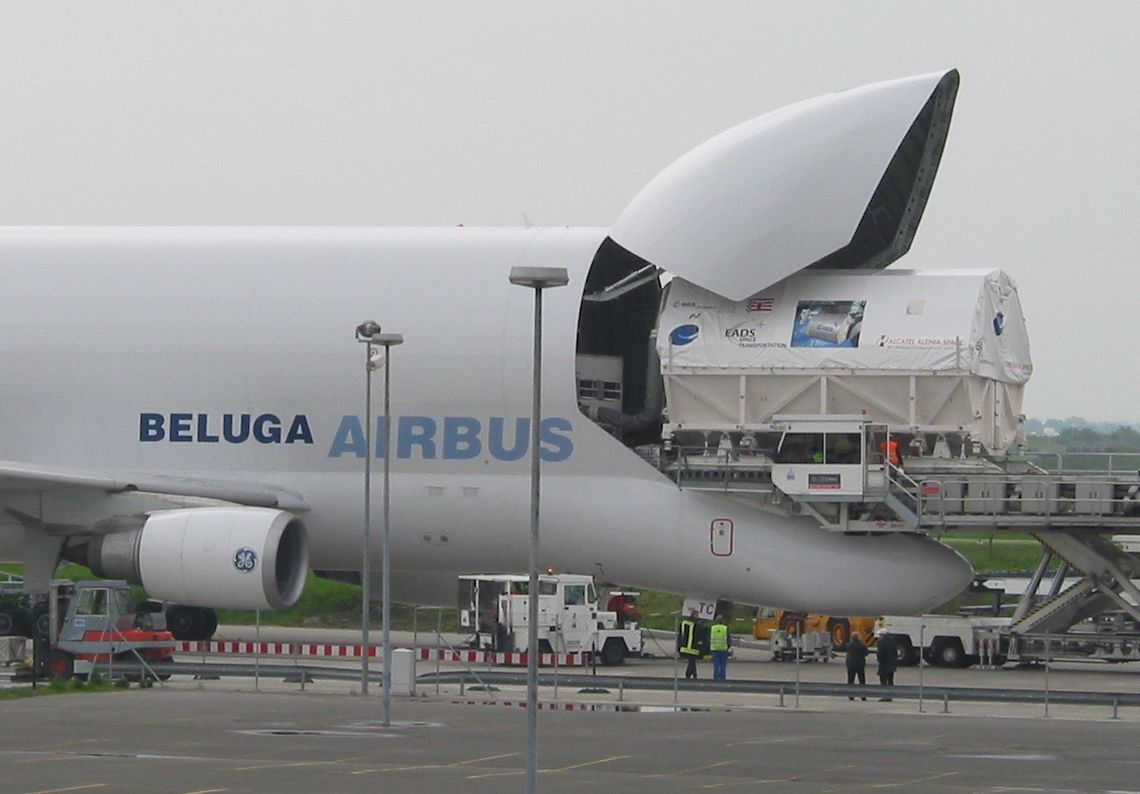
ブレーメン国際空港でエアバス ベルーガに搭載されるコロンバス

2006年5月27日、コロンバスはドイツのブレーメンから、ケネディ宇宙センターへエアバス ベルーガで空輸された。
構造体は、NASAの発注でタレス・アレニア・スペースが製造した多目的補給モジュールを基本にしている。2000年に、事前組み立てモジュール（配線や配管がされている）が、副契約者のアレニアからドイツのブレーメンに届いた。最終組立とシステム試験は全体主契約者であるEADSの手で行われ、その後、初期ペイロードも取り付けられて全体のチェックアウトが完了した。
最終的なスケジュールは、開発上の問題（いくつかは、複雑な責任によって副契約者と全体主契約者の間で割れることを引き起こした）とESAによる設計変更のために当初計画より非常に長くなったが、シャトルの問題のためにコロンバスの打ち上げが数年遅れたので、結果的には間に合った。主な設計変更は、船内での実験より船外に関心を持ったヨーロッパの複数のペイロード組織が推進した、外部実験設置施設(External Payload Facility:EPF)の追加だった。また、ISSのバックアップとしても使用可能な、地上と直接通信できる端末の追加は、費用面の理由から見送られた。

## 諸元
- 全長：7m
- 直径：4.5m
- 自重：10.3t
- ペイロード重量：2.5t
- 軌道上総重量：12.8t

Inside
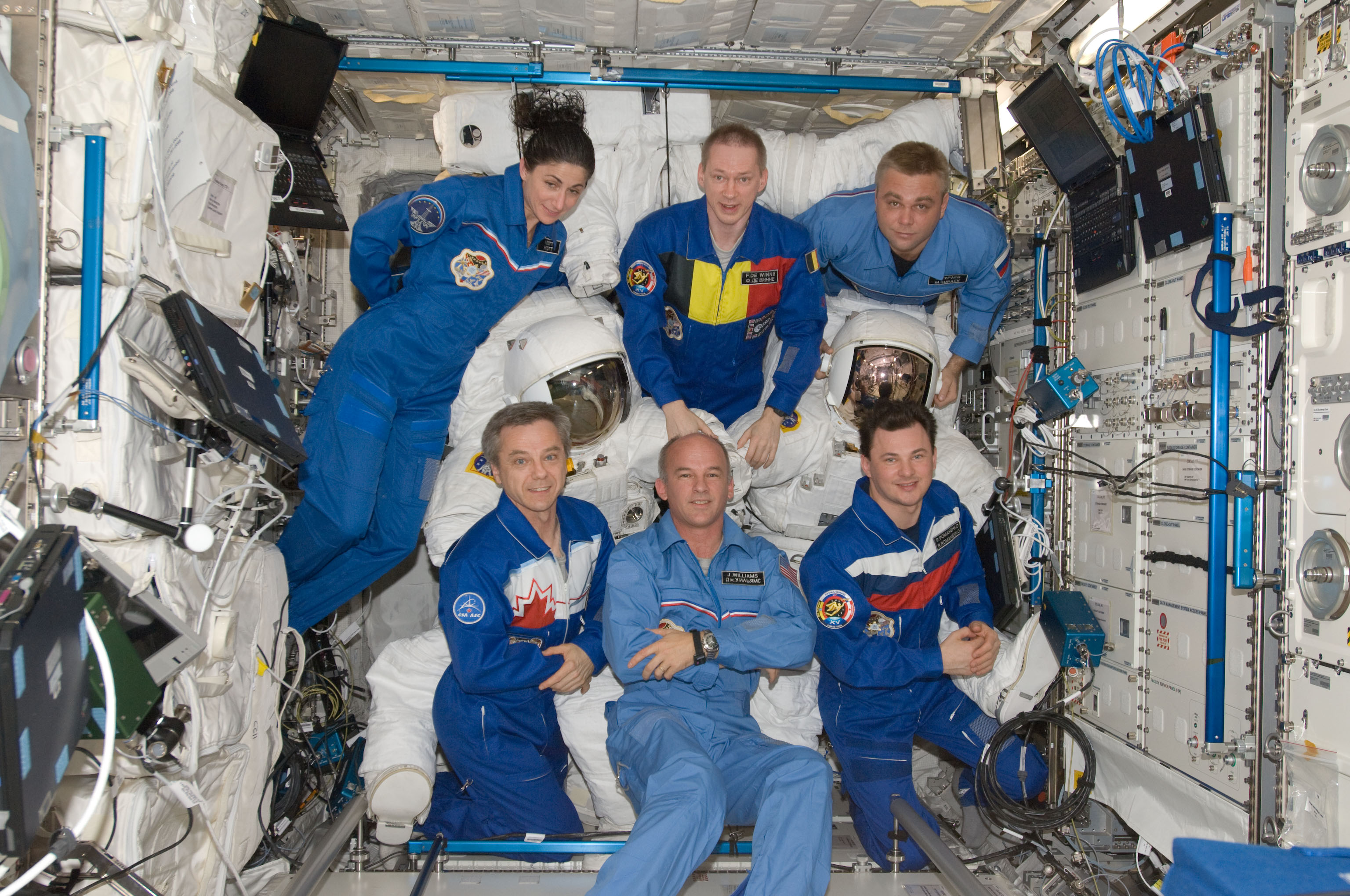
Expedition 21
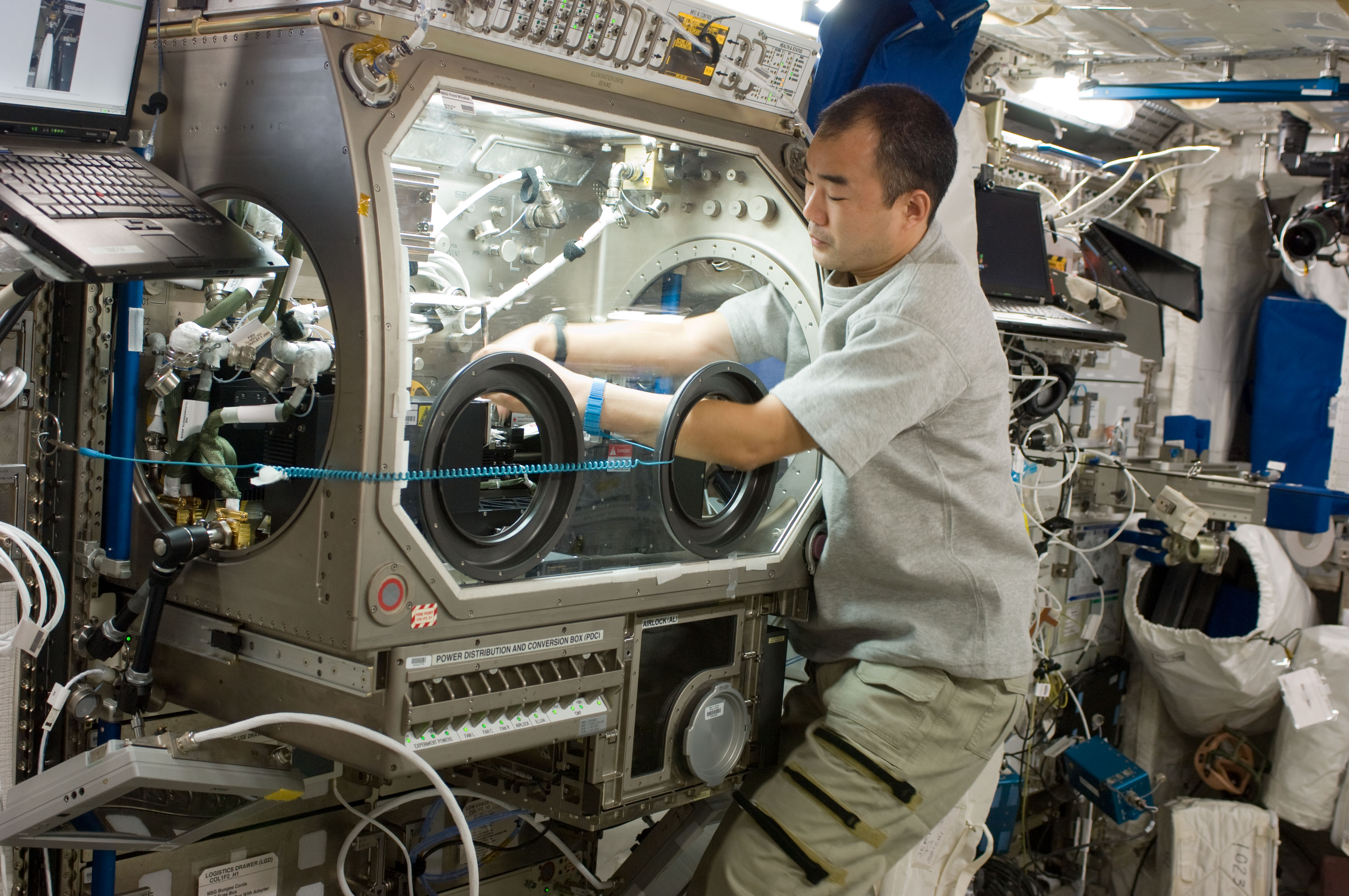
Soichi Noguchi
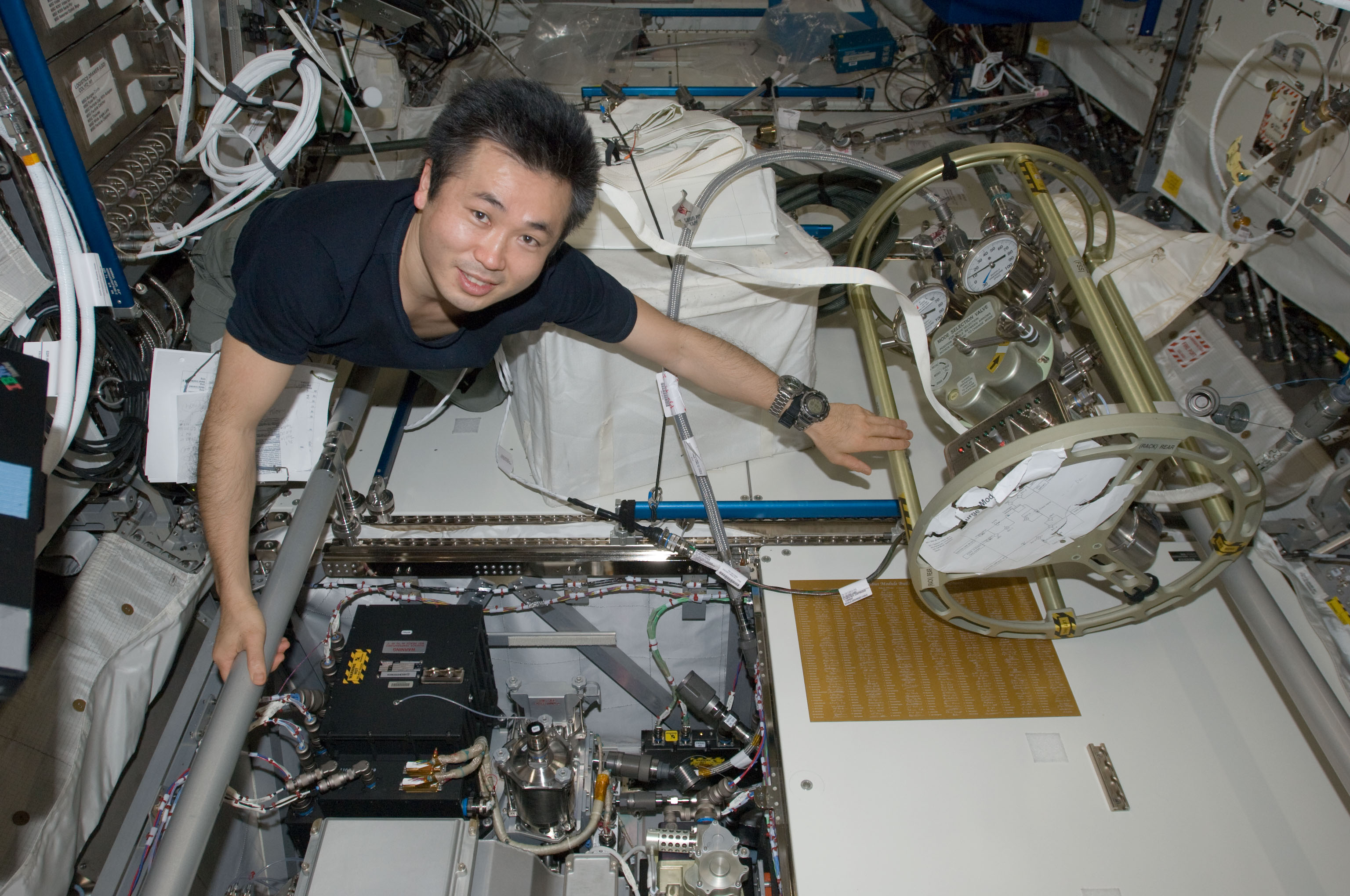
Koichi Wakata